# Platysoma punctigerum
Platysoma punctigerum är en skalbaggsart som först beskrevs av J. L. Leconte 1861.  Platysoma punctigerum ingår i släktet Platysoma och familjen stumpbaggar. Inga underarter finns listade i Catalogue of Life.